# Басаппа Джая
У этого человека индийское имя без фамилии. Джая — имя, Басаппа — отчество.
Басаппа Джая (канн. ಬಸಪ್ಪ ಜಯಾ; 3 сентября 1944, Коллегал, Карнатака — 3 июня 2021, Бангалор) — индийская актриса

, снимавшаяся в фильмах на каннада.

## Биография
Родилась в 1944 году в Коллегале (ныне округ Чамраджнагар штат Карнатака) и была четвёртой из семи детей Махадеваммы и Басаппы. Её отец Басаппа был театральным актёром, а впоследствии начал сниматься в кино.
Джая с детства выступала в театре, а в 1958 году впервые появилась на экране как ребёнок-актёр в мифологической драме Bhakta Prahlada. В дальнейшем она сыграла более чем в 350 фильмах, сериалах и пьесах, преимущественно роли второго плана.
Среди её работ в кино — фильмы Vidhivilasa (1962), Chinnada Gombe (1964), Prathigne (1964), Belli Moda (1967), Mannina Maga (1968), Nyayave Devaru (1971), Kula Gourava (1971), Naguva Hoovu (1971), Gandhada Gudi (1973), Mahadeshwara Pooja Phala (1975), Shubhamangala (1975), Daari Tappida Maga (1975) и Premada Kanike (1976). 
Она была одной из первых комедийных актрис кино на каннада.
Её комедийные сцены с Нарасимхараджу, Дваркишем и другими комиками были популярны в Карнатаке долгие годы.
В 2005 году она получила кинопремию штата Карнатака за роль второго плана в фильме Gowdru. Последним фильмом Джаи был Amma I Love You (2018).
В 1983 году она основала Драматическое общество Кумарешвары, которым руководила до 1992 года.
В 2012 году была награждена премией Раджйотсава за вклад в области кино.
В мае 2021 году актриса перенесла инсульт после чего оказалась парализована и находилась на лечении в частной больнице Бангалора, где скончалась 3 июня.